# Повесть о смерти
«Повесть о смерти» — историческая повесть русского писателя-эмигранта Марка Алданова, впервые изданная в 1952—1953 годах. Один из главных её героев — Оноре де Бальзак.

## Сюжет
Действие повести происходит в 1848—1850 годах в России и Европе. Сюжет выстроен вокруг революции 1848 года и смерти Оноре де Бальзака.

## Публикация и оценки
«Повесть о смерти» была впервые опубликована в нью-йоркском «Новом журнале» в 1952—1953 годах. Это был сокращённый текст. Алданов рассчитывал, что вскоре после журнальной публикации выйдет книжная, но издательство предпочло выпустить дополнительный тираж старого его романа, «Ключ». Полный текст повести увидел свет только в 1999 году в России, в одной книге с повестью «Бред».
Известно, что Иван Бунин высоко оценил «Повесть о смерти», особенно описание кончины Бальзака и образ Роксоланы.